# GE Equipment Services
GE Equipment Services bietet Betriebsausstattungs- und Investitionsgüterleasing. Es ist ein Bereich der GE Industrial der amerikanischen General Electric Company, einem der umsatzstärksten Mischkonzerne der Welt. Es hat seinen Sitz in Stamford in Connecticut.

## Sparten
GE Equipment Services hat folgende Sparten:
- GE Rail Services Europe
- TLS Vehicle Rental GB
- Penske Truck Leasing
- GE Rail Services
- Trailer Fleet Services
- TIP Trailer Services – LKW-Vermietung